# Guangdong Hongyuan Zuqiu Julebu Jinsangzi Houbao Dui
Il Guangdong Hongyuan Zuqiu Julebu Jinsangzi Houbao Dui (广东宏远足球俱乐部金嗓子喉宝队S, Guǎngdōng Hóngyuǎn Zúqiú Jùlèbù Jīnsǎngzi Hóubǎo DuìP), a volte tradotto come Guangdong Hongyuan Football Club, è stata una squadra di calcio cinese con sede a Canton. La società è stata fondata nel novembre 1958, con il nome di Guangdong Sheng Zuqiu Dui.

## Denominazione[1]
- Dal 1958 al 1984: Guangdong Sheng Zuqiu Dui (广东省足球队S; Guangdong Provincial Team)
- Dal 1985 al 1992: Guangdong Wanbao Zuqiu Julebu (广东万宝足球俱乐部S)
- Dal 1992 al 2000: Guangdong Hongyuan Zuqiu Julebu (广东宏远足球俱乐部S; Guangdong Hongyuan Football Club)
- Dal 2000 al 2001: Guangdong Hongyuan Zuqiu Julebu Jinsangzi Houbao Dui (广东宏远足球俱乐部金嗓子喉宝队S)

## Palmarès

### Competizioni nazionali
- Campionato cinese: 3

1979, 1983

### Altri piazzamenti
- Campionato cinese:

Secondo posto: 1993
- Coppa della Cina:

Semifinalista: 1995, 1996
- China League One:

Secondo posto: 1999